# Phare de la Méditerranée
Le Phare de la Méditerranée est une tour d'observation de 43 mètres, située dans le centre-ville de la station balnéaire française de Palavas-les-Flots, sur le littoral méditerranéen (géographiquement, le golfe du Lion). 
Cet édifice, à vocation touristique, est issu de la rénovation entre mars 1998 et janvier 2000 de l'ancien château d'eau de la commune.

## Situation et accès
Le Phare de la Méditerranée se situe dans le centre ville de la cité balnéaire de Palavas-les-flots, laquelle est reliée à l'A9 par sa nouvelle bretelle dénommée l'A709 et sa sortie no 30 (Montpellier-Sud) par l'intermédiaire de la voie express D 986.
Le monument est positionné entre le port de pêche et l'église Saint-Pierre de Palavas-les-Flots. De nombreux parkings sont installés non loin de l'édifice.

## Historique

### Château d'eau
Pendant longtemps, le point culminant de Palavas a été le château d'eau de la commune. Cette construction de type classique en forme de champignon, édifiée de 1942 à 1943, a servi à alimenter en eau la cité de 1943 à 1997. Son coffre de béton contenait la redoute de Ballestras, ancienne tour de défense du port au XIXe siècle, reconvertie en porte-réservoir d'eau. L'ensemble était promis à la démolition.

### Projet et travaux de construction
En 1990, le premier adjoint à la mairie Albert Édouard imagine la réhabilitation qui pourrait être faite du château d'eau. Le conseil municipal, autour du maire Christian Jeanjean, monte le projet de transformer le château d'eau en un restaurant panoramique tournant. Les architectes sont ceux de l'agence Barnéoud & Pédoussaud. Un pont promenade permettra aux visiteurs de découvrir une vue imprenable sur Palavas-les-Flots et ses alentours : la mer Méditerranée, Montpellier, Carnon, La Grande-Motte, Sète. 
Les travaux commencent en mars 1998. Le réservoir du château d'eau est dans un premier temps décapité. Une double couronne à encorbellement est posée. Le « tronc » est évidé pour y créer huit niveaux de bureaux et logements éclairés par la lumière de hublots percés dans le béton. Les travaux se terminent en janvier 2000. Le Phare est inauguré avec l'ouverture d'un bar et devient le 40e restaurant panoramique tournant au monde, avec 200 couverts.
La redoute de Ballestras qui se situait à l'intérieur du château d'eau est, quant à elle, démontée pierre par pierre, pour être ensuite reconstruite à l’identique face à l'étang du Levant, puis restaurée afin d'y accueillir le musée consacré à Albert Dubout.

### Chronologie des travaux
La préparation des travaux s'effectue durant le mois de février 1997. La démolition du réservoir situé dans le bâtiment se déroule entre le mois de mars et de mai 1998. Le mois de juin 1998 correspond à la construction de la grue, le mois suivant correspond à la construction de la plate-forme. En septembre 1998 débute la construction du noyau central. Le 8 octobre 1998 a lieu la première visite des corps de métiers.
En novembre 1998, la pose des charpentes métalliques est effectuée, puis en janvier 1999 voit la pose des murs rideaux. Février 1999 correspond à la pose du plancher mobile. En mai 1999, c'est la pose des vitres des cages d'ascenseurs et des escaliers extérieurs, en août 1999, le démontage de la grue qui correspond à la fin des travaux de gros œuvre.
L'aménagement intérieur est effectué entre septembre et novembre 1999, la pose de l'antenne marque la fin des travaux à la fin de l'année.

## Caractéristiques
Cette construction compte dix étages, deux ascenseurs extérieurs de dix-huit places ainsi que des escaliers de secours. D'une hauteur de 45 mètres, la tour comporte une antenne longue de 34 mètres, faisant culminer la hauteur de la tour à 71 mètres. Le coût des travaux s'est élevé à 3,9 M€ HT,.
Depuis 2004, une animation lumineuse enveloppe le « Phare » une fois la nuit tombée. L'édifice abrite des logements au sein même de la colonne de la tour, et en sa base se situe un palais des congrès comprenant une salle de conférence en amphithéâtre, un hall d'exposition ainsi que les bureaux de l'office municipal du tourisme. La montée vers le sommet de la tour s'effectue à ce niveau. Il est effectivement possible pour les visiteurs d'admirer la vue sur le golfe, jusqu'au mont Saint-Clair, au 1er étage panoramique pour 3 € au premier niveau du sommet, le second étant réservé au restaurant.

## Trophées
Le 17 septembre 2019, dans le cadre du 34e anniversaire de la Marianne d’Or, prix d’excellence des municipalités de France, le Phare de la Méditerranée a reçu la « Marianne d’Or anniversaire », remis à son maire, Christian Jeanjean.

## Galerie photo

Quelques photos du Phare de la Méditerranée
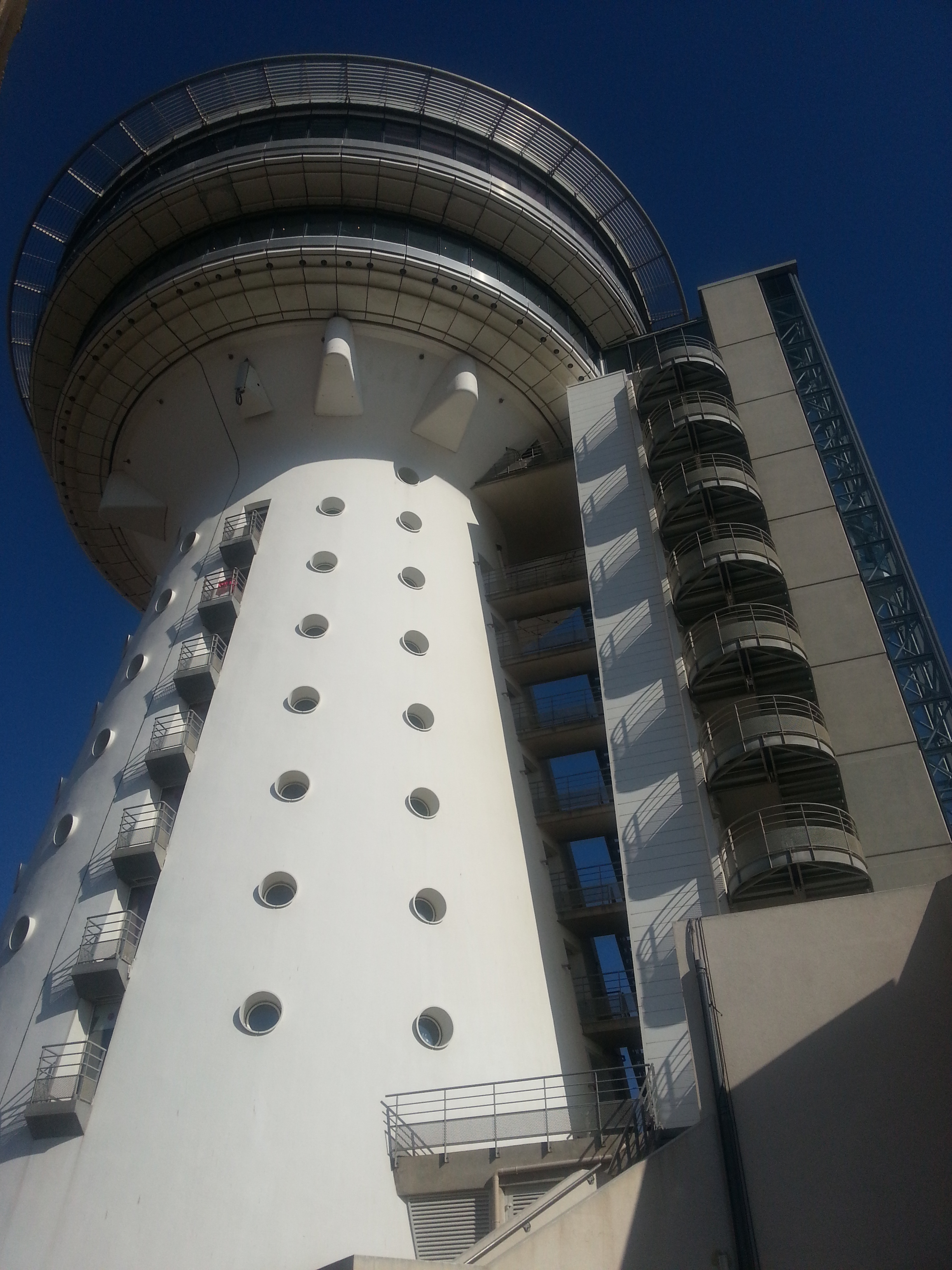
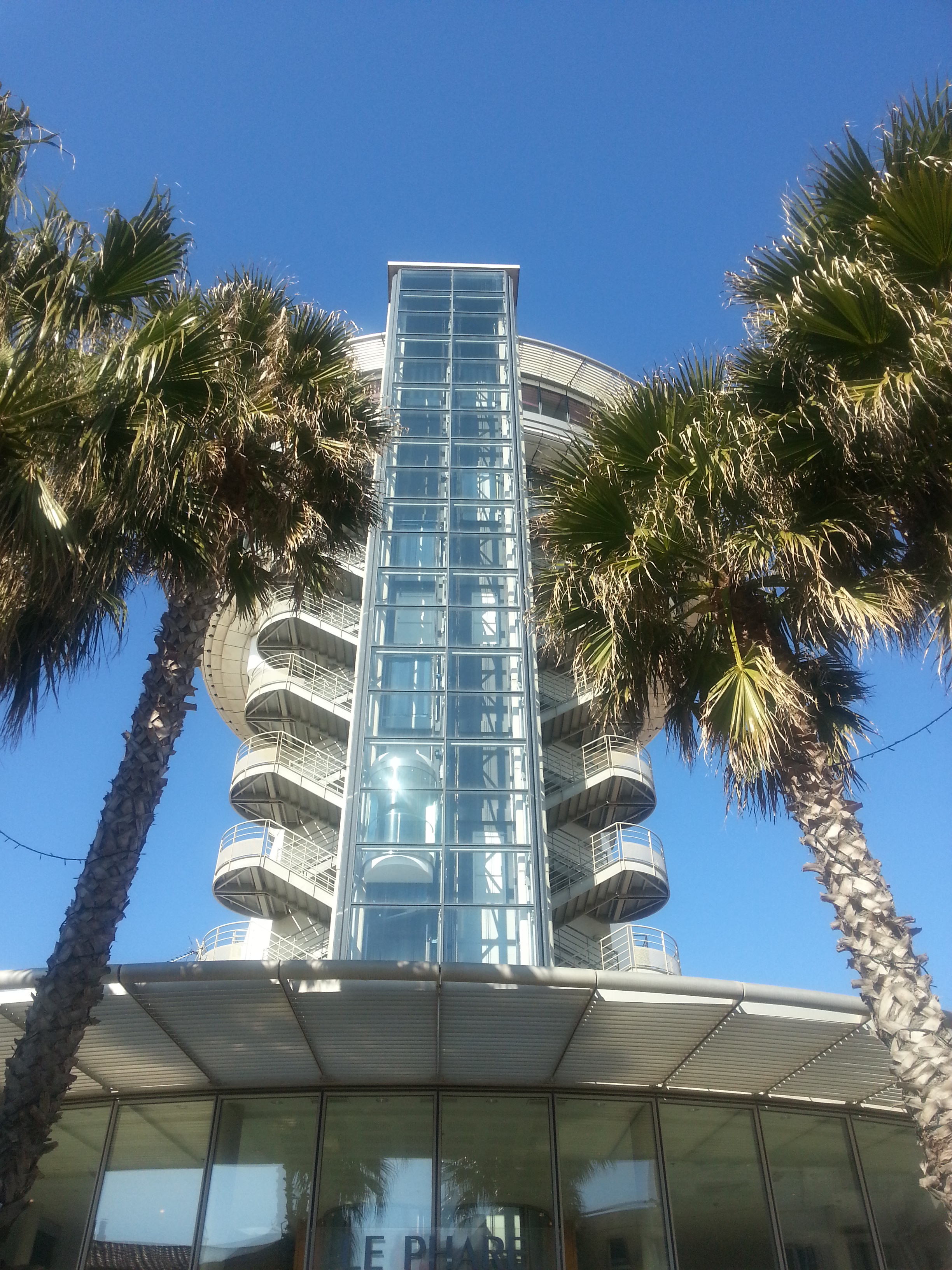
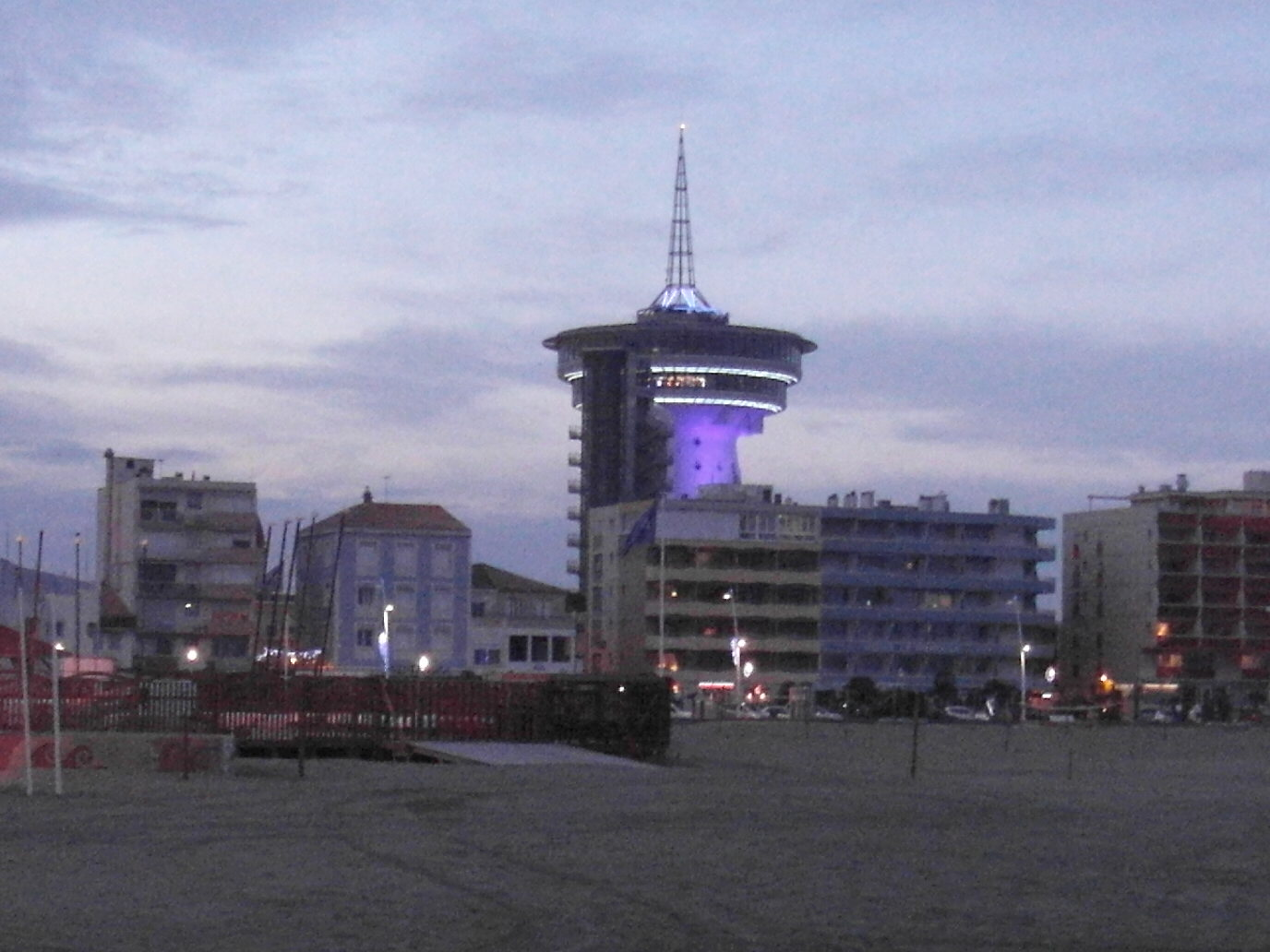
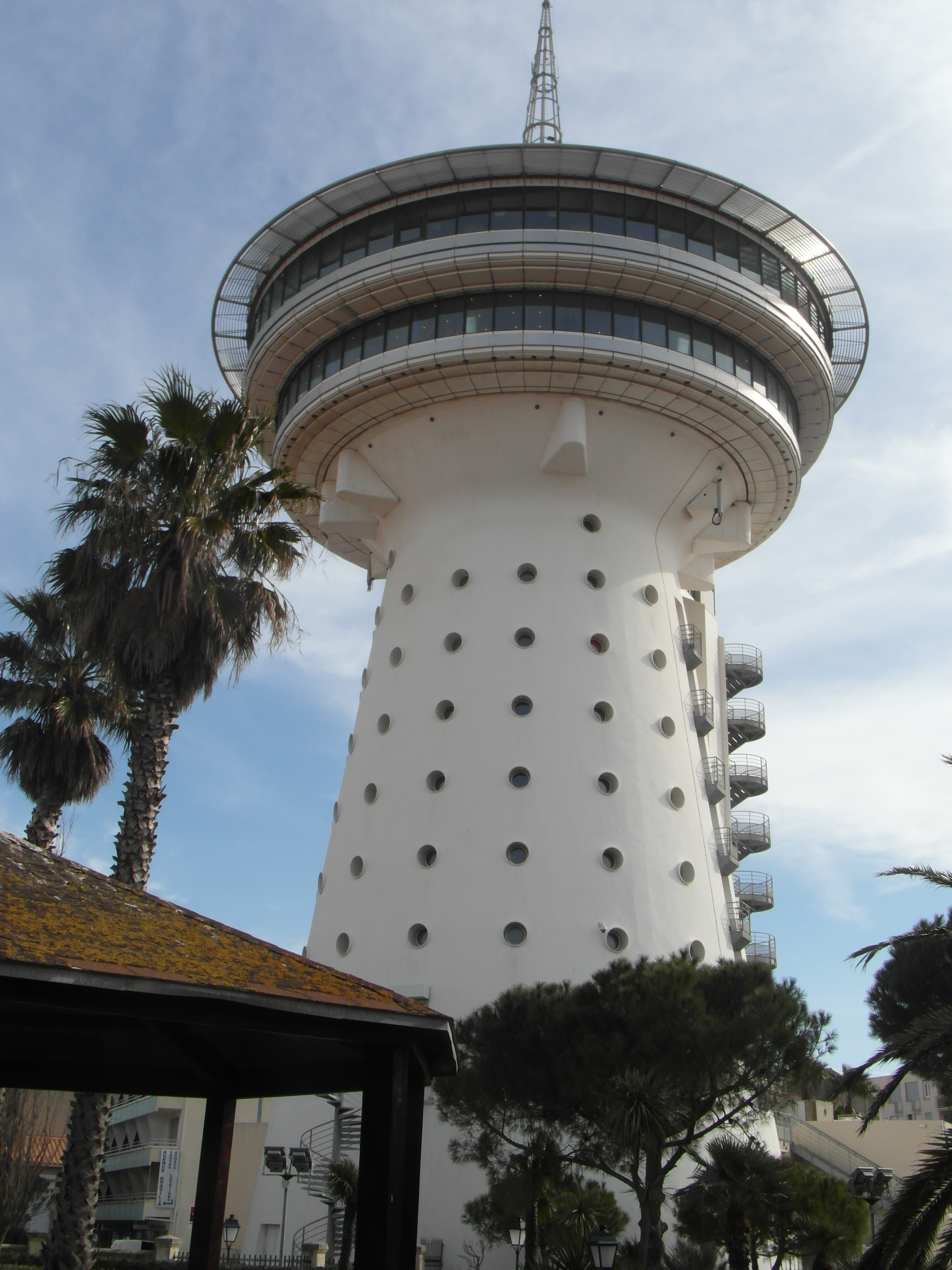
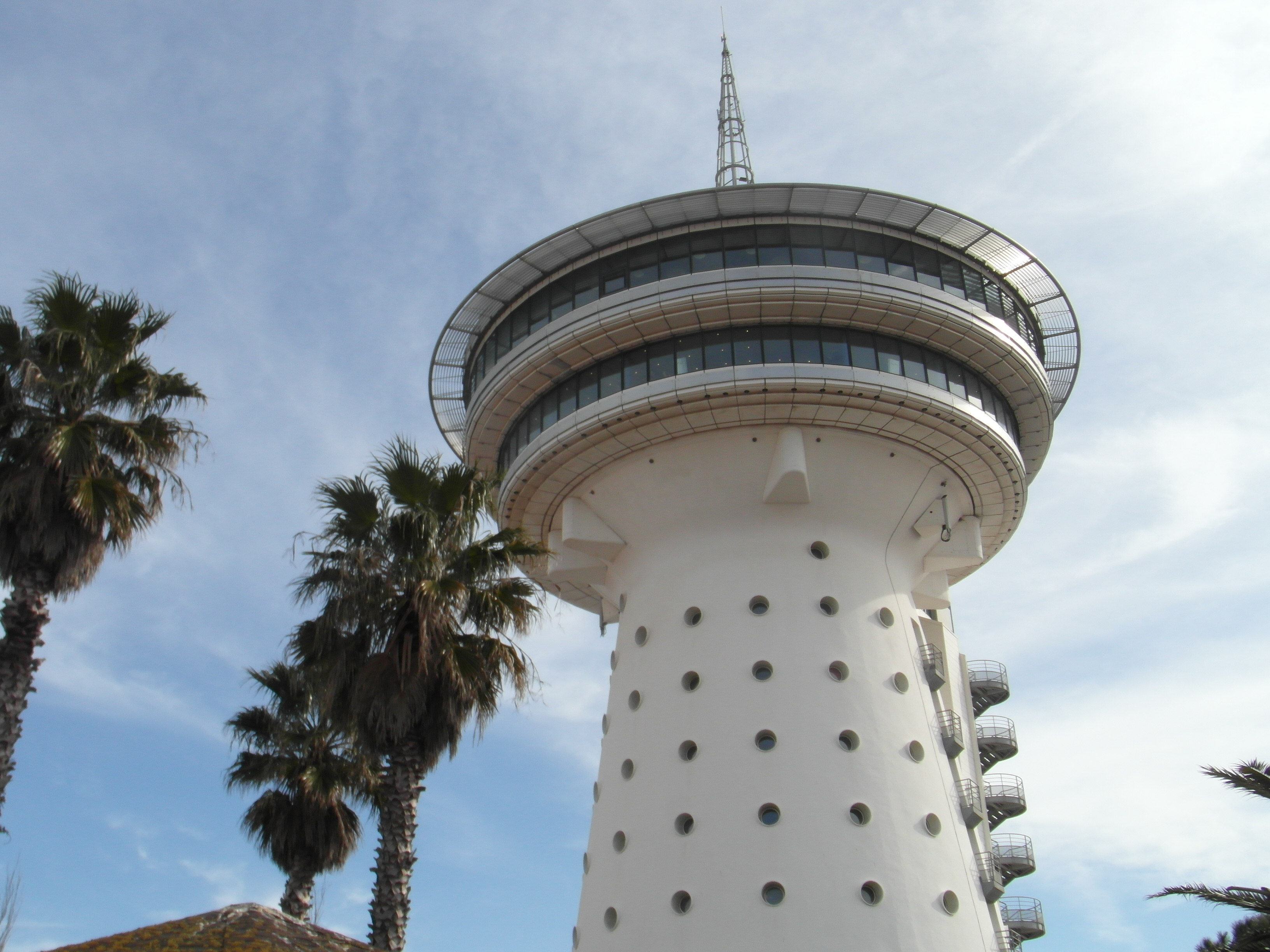
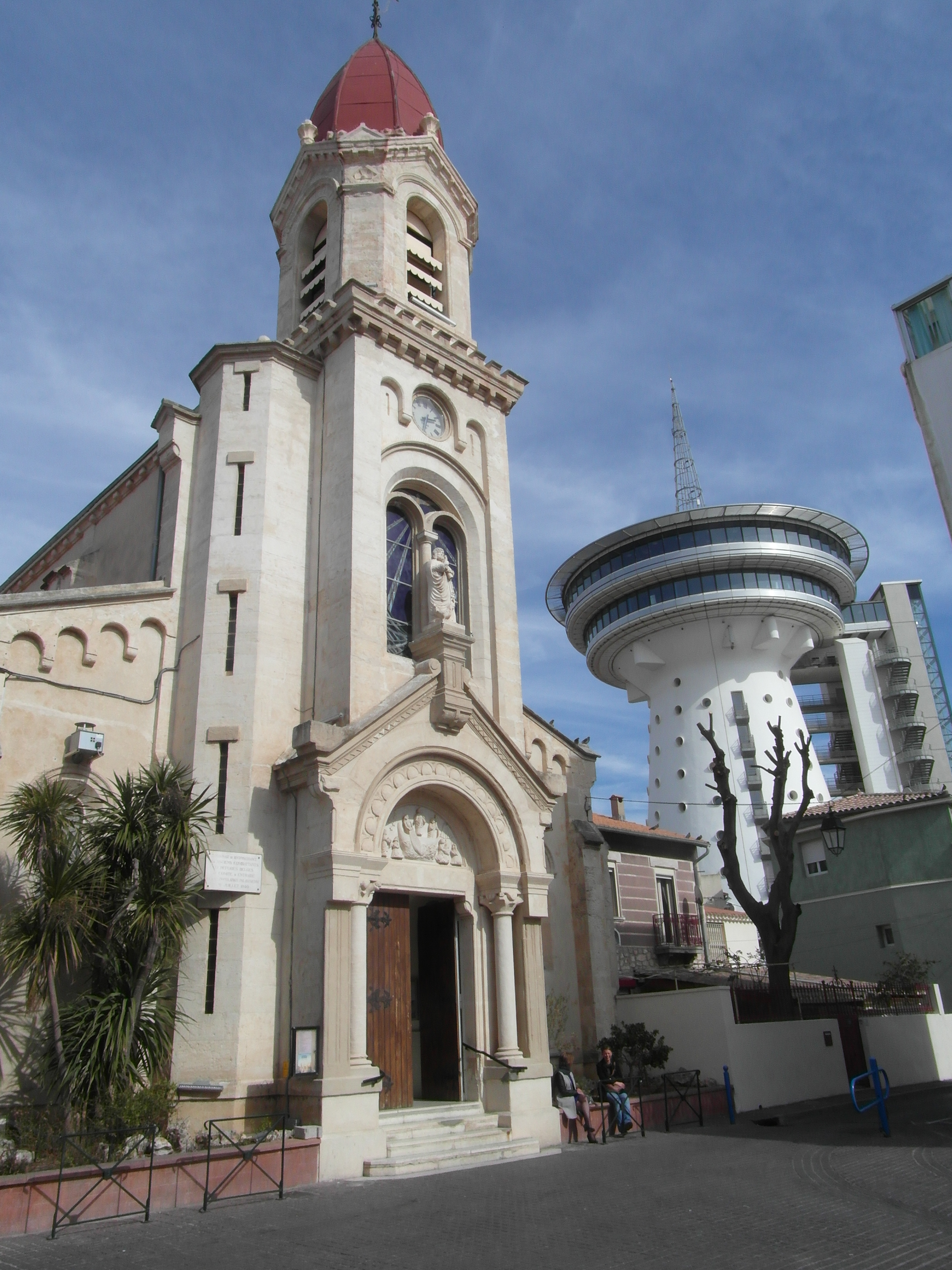
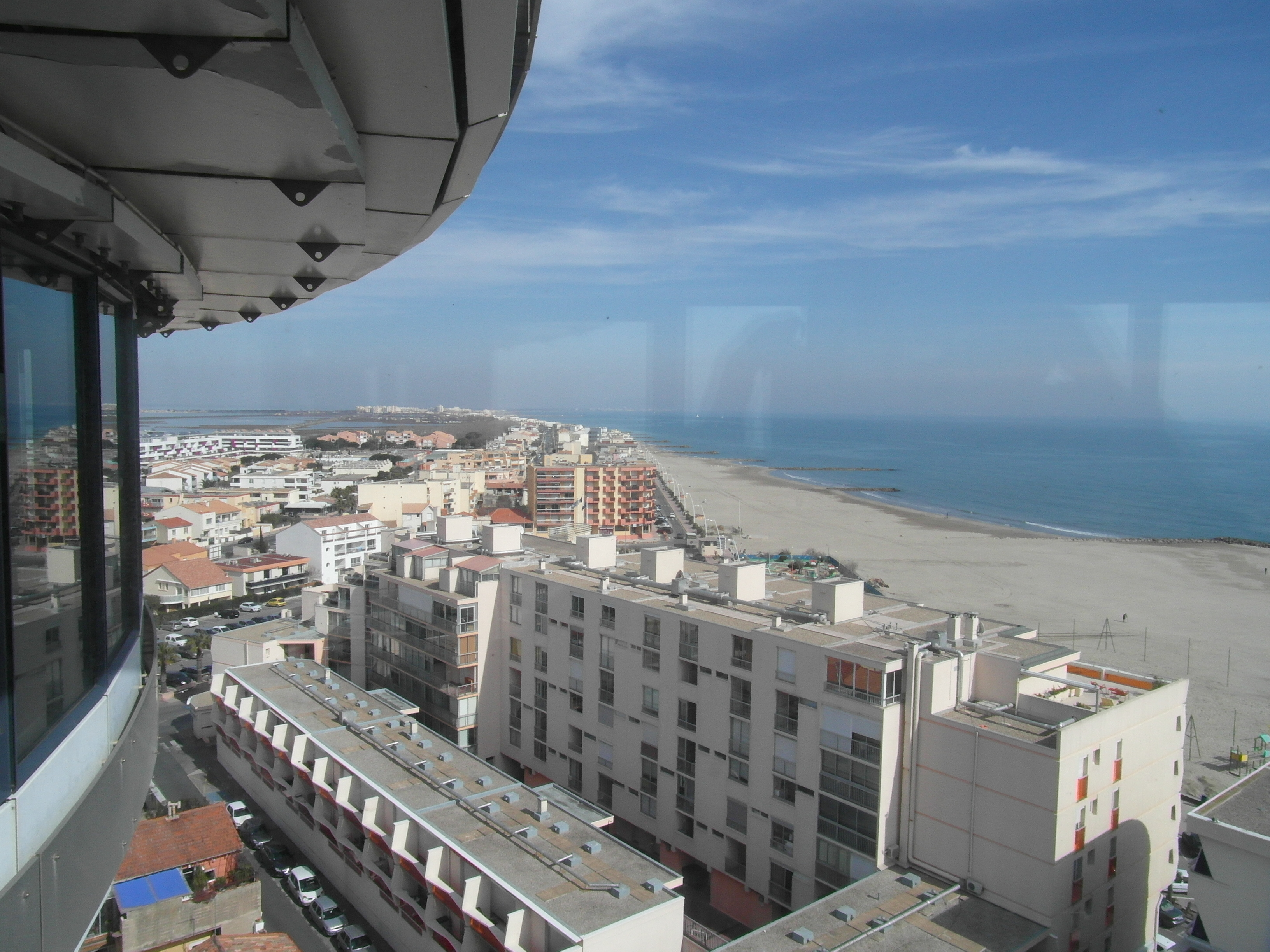